# ラデス・ラグレット橋
ラデス・ラグレット橋は、チュニジアのラ・グレットとラデスの間のチュニス湖運河に架かるエクストラドーズド橋である。
チュニジア最大の橋で、ザイン・アル＝アービディーン・ベン・アリー大統領により2009年3月21日に開通した。橋の開通前の運河の横断にはフェリーが使われていたが、乗船待ち時間は最低でも30分かかっていた。
日本の政府開発援助 (ODA) の円借款により建設された。2006年発行の「日本チュニジア国交樹立50周年記念切手」のモチーフに採用され、また2009年～2012年に発行された50ディナール紙幣の絵柄にも採用されている。日本の支援で建設されたことが広く認識されており、地元では le pont japonais （日本の橋）の愛称で呼ばれている。

## 構造
主橋梁は、それぞれ70m、120m、70mの3つのスパンからなる。海抜20mの橋桁は、高さ45mの2本の主塔（タワー）によって支えられている。全幅23.5mで、各3.5mの2車線、各2mの路肩、2.5mの中央分離帯に分かれている。
2つのアクセス路が建設された。北側のインターチェンジ部には複数のカーブボックスが打設され、南側はプレストレスト・プレハブ式桁で構成される。高速道路とのインターチェンジは4つの橋と複数のランプウェイで構成される。インターチェンジ施工部は湖を25ヘクタール埋め立てたことから総工費の42%を占め、プロジェクトで最も費用がかかった工事となった。

## 建設
プロジェクトの調査は2000年12月から2002年5月にかけて行われた。アフリカ初となるエクストラドーズド橋の建設は、チュニジア、日本（大成建設と鹿島建設）、エジプト（アラブコントラクターズ）およびフランスの企業により2004年8月から始められた。複数のフランスの設計事務所からの支援も受けている。プロジェクトマネージャーは日本とチュニジアの設計事務所のグループである。費用は約1億4,100万ディナールで、チュニジアと日本の国際協力銀行が共同で融資する。
橋は2009年3月21日に開通したが、主に地質の問題により当初の予定より2年遅れであった。